# 청년 유럽당
청년 유럽당(이탈리아어: Giovine Europa, 독일어: Junges Europa, 폴란드어: Młoda Europa)은 1834년 주세페 마치니가 청년 이탈리아당을 모델로 출범한 국제정치결사체다. 청년 이탈리아당, 청년 독일당, 청년 폴란드당이 가맹했다. 청년 유럽당의 중앙위원회를 통해 결정된 공통의 기조, 즉 유럽에서의 자유와 평등과 인권의 원칙의 확립이라는 의제를 각자의 조국에서 독립적으로 전개했다. 청년 유럽당의 본부는 스위스에 있었으나, 스위스 당국의 반감을 사 다수의 당원들이 추방당하고 1836년이 되면 활동이 형해화되었다.